# Anne Cheng
Anne Cheng-Wang és una sinóloga i intel·lectual francesa nascuda a París l'11 de juliol de 1955. Des de 2008 és titular en el Collège de France de la càtedra "Historia intel·lectual de la Xina".
Anne Cheng es diplomada a l'École Normale Supérieure (Lettres, 1975) i doctora en sinología en la Universitat de París VII (1982). En l'Institut nacional de llengües i civilitzacions orientals (INALCO) ensenya filosofia xinesa, i va ser titular de la càtedra "Història intel·lectual de la xinesa i del món sinisat".
És filla de François Cheng, un dels intel·lectuals d'origen xinès més coneguts a França per la seva activitat com a novelista, poeta i cal·lígraf, expert en art i estètica xinesa. Arribà a França per estudiar l'any 1948 i el 2002 passà a ser membre de l'Acadèmia Francesa. La Dra. Anne Cheng ha desenvolupat una carrera acadèmica i investigadora i ha obtingut el reconeixement internacional pel seu treball excepcional independentment del seu pare, amb qui sempre va mantenir un intens debat intel·lectual.
El 27 de setembre de 2018, va ser nomenada doctora honoris causa per la Universitat Autònoma de Barcelona a proposta de la Facultat de Traducció i d'Interpretació. El 28 de novembre de 2019 va ser investida doctora honoris causa per la seva excepcional contribució al coneixement del pensament xinès amb una perspectiva crítica, com ho mostra en la seva obra Histoire de la pensée chinoise, un clàssic d'abast global.